# Chlorochaeta tenera
Chlorochaeta tenera är en fjärilsart som beskrevs av W. Warren 1896. Chlorochaeta tenera ingår i släktet Chlorochaeta och familjen mätare. Inga underarter finns listade i Catalogue of Life.